# De Kolonisten van de Lage Landen
De Kolonisten van de Lage Landen (deutsch: Die Siedler der Niederlande) ist ein 2009 bei 999 Games erschienenes Brettspiel von Klaus Teuber für 3 bis 5 Spieler. Das Spiel ist eine Adaption des 2008 erschienenen Spiels Die Siedler von Catan – Deutschland-Edition. Der Spielplan zeigt die Niederlande und den flämischen Teil Belgiens unterteilt in die Catan-typischen Sechseck-Felder. Wie in der „Deutschland-Edition“ bauen die Spieler Rathäuser (gemeentehuizen) und Wahrzeichen (monumenten). Allerdings ist das Spielmaterial ursprünglicher: Als Rathäuser werden die aus den ersten Catan-Editionen bekannten Holzhäuser verwendet, die sie verbindenden Straßen sind die bekannten Holzstäbchen, allerdings deutlich kürzer, und als Wahrzeichen werden Türmchen aus Holz verwendet.

## Inhalt
- 1 Spielplan (die Kantenlänge der Hexfelder beträgt nur 3,3 cm, bei der Deutschland-Edition sind es 4,3 cm)
- 120 Spielkarten
  - 90 Rohstoffkarten (grondstoffkaarten) – Vorder- und Rückseite wie bei der Deutschland-Edition
    - 18× Erz (erts)
    - 18× Getreide (graan)
    - 18× Holz (hout)
    - 18× Lehm (baksteen)
    - 18× Wolle (wol)

  - 25 Entwicklungskarten (ontwikkelingskaarten) – Rückseite Wahrzeichen von Amsterdam statt des Brandenburger Tores der „Deutschland-Edition“. Die Abbildungen auf der Vorderseite sind identisch mit denen der Deutschland-Edition.
    - 15× Landsknecht (soldaat)
    - 2× Bankwesen (bankwezen)
    - 3× Handel
    - 2× Straßenbau (stratenbouw)
    - 3× Siegpunkt (overwinningspunt): Buchdruck (boekdrukunst), Kunst, Reformation (hervorming)

  - 5 Baukostenkarten (bowkostenkaarten) – Rückseite "Startsituation" (startsituatie)
- 2 Kartenhalter
- 174 Spielsteine
  - 100 Straßen (straten), je 20 in blau, orange, rot, schwarz und weiß (den Farben der belgischen und niederländischen Flagge)
  - 60 Rathäuser (gemeentehuizen), je 12 in blau, orange, rot, schwarz und weiß
  - 13 Wahrzeichen-Türme (monumenten-pionnen)
  - 1 Räuber (struikrover)
- 30 Fischkärtchen (visfiches)
- 2 Würfel aus Holz (dobbelstenen)
- 1 Spielanleitung, 4 Seiten, mehrfarbig (niederländisch)

## Beschreibung
Das Spielprinzip ist identisch mit dem der „Deutschland-Edition“ mit folgenden Unterschieden:
- Bei 3 Spielern werden nur die Niederlande besiedelt, bei 4 und 5 Spielern auch der flämische Teil Belgiens.
- An den Küsten können zudem Fische gefangen werden, diese werden ähnlich eingesetzt wie im Szenario Die Fischer von Catan, es gibt aber keinen "alten Schuh". Einige Felder sind dabei sowohl Land- als auch Meerfelder.
- Das Spiel endet auch bei 4 Spielern, wenn ein Spieler 12 Punkte erreicht hat, bei 5 Spielern aber bei 10 Punkten.
- Bei 5 Spielern gibt es die „Außerordentliche Bauphase“ (buitengewone bouwfase).

## Die Wahrzeichen
Dieses Spiel enthält im Gegensatz zur „Deutschland-Edition“ keinen Almanach, in dem die Wahrzeichen beschrieben werden. Sie sind aber leicht erkennbar. Für folgende Städte müssen Wahrzeichen gebaut werden:

### Niederlande
- Amsterdam – Westerkerk
- Den Haag – Friedenspalast
- Enschede – Jacobuskerk
- Groningen – Martinikerk
- Leeuwarden – Oldehove
- Maastricht – Servaasbasiliek
- Nijmegen – Kruittoren
- Rotterdam – Euromast
- Utrecht – Domkerk

### Belgien
- Antwerpen – Onze-Lieve-Vrouwekathedraal
- Brügge – Poortersloge
- Brüssel – Manneken Pis
- Gent – Belfried

## Die Rathäuser
Gemeentehuizen werden in folgenden Städten gebaut, dabei zeigen die Bilder nicht immer die Rathäuser (stadhuisen):
| - Assen - Bergen aan Zee - Bergen op Zoom – Stadhuis - Coevorden – Kasteel van Coevorden - Delfzijl - Den Bosch (’s-Hertogenbosch) – Stadhuis - Den Helder - Deurne - Deventer – Stadhuis - Doetinchem - Drachten – Grote kerk - Eindhoven - Gorinchem - Gouda – Stadhuis - Harderwijk Oude Stadhuis - Harlingen – Stadhuis - Hoek van Holland – Leuchtturm - Holwerd - Hoorn - Pieterburen – Petruskerk - Stavoren - Steenwijk – Grote of Sint-Clemenskerk - Urk – Leuchtturm - Vlissingen - Zandvoort - Zierikzee - Zwolle – Gemeentehuis | - Aalst – Stadhuis - Hasselt – Stadhuis - Herentals - Kortrijk – Stadhuis - Leuven – Stadhuis - Maaseik - Mechelen – Stadhuis - Oostende - Oudenaarde – Stadhuis - Sint Niklas – Stadhuis - Tongeren - Veurne – Stadhuis |